# Salată de vinete
A Salată de Vinete (salada de beringela, em português) é uma especialidade culinária romena, preparada a partir de beringelas assadas, descascadas e picadas, misturada com óleo, limão ou vinagre, sal e pimenta .

## Ingredientes
Para 4-6 pessoas, é necessário 4 beringelas de tamanho médio, um pouco de sumo de limão (ou vinagre), bastante óleo de girassol, sal e pimenta a gosto. Também se pode adicionar um pouco de mostarda e/ou gema de ovo ou maionese. Sob nenhuma circunstância o azeite é recomendado.

## Método de preparação
Assam-se as beringelas numa chapa de ferro ou numa bandeja no forno aquecida a 200 °C até a casca queimar.  Depois de assadas, são colocadas numa panela de água fria, limpas da parte queimada e colocadas numa bancada de madeira. Depois de escoadas e secas, picam-se bem, em seguida, são mergulhadas numa tigela, adicionado limão, sal, pimenta e, como desejar, uma colher de chá de mostarda e/ ou gema de ovo, desintegrando-se à medida que o óleo se torna gradualmente. uma pasta  Nunca usar uma batedeira elétrica.  Colocar no frigorífico e servir a salada com cebola picada e tomate fatiado.  As cebolas não devem ser imediatamente adicionadas às beringelas porque oxidam e estragam o sabor.
Adicionar maionese em vez do óleo, especialmente fornecido pela indústria alimentícia, é possível, mas falsifica o sabor da beringela. Se o sabor especial da beringela for forte demais para alguém, a mistura com maionese é uma solução.
A salada também pode ser adicionado aneto e azeitonas. Pode ser servido com telemea (queijo romeno).